# ویسوکوفسک
شهر ویسوکوفسک (به روسی: Высоковск) در کشور روسیه و در اوبلاست مسکو واقع شده‌است.